# Przemków
Przemków est une ville de Pologne, située dans l'ouest du pays, dans la voïvodie de Basse-Silésie. Elle est le chef-lieu de la gmina de Przemków, dans le powiat de Polkowice.

## Géographie
La ville se trouve dans la région historique de Basse-Silésie, à environ 25 kilomètres au sud-ouest de Głogów et à 80 kilomètres au nord-ouest de Wrocław.

## Histoire
Appartenant aux possessions du duc silésien Conrad II de Głogów, le domaine passa dans les mains de son fils cadet Przemko en 1273 ou 1274. Ce dernier y fit construire une forteresse et un hameau marchand, nommé Przemków en son honneur après sa mort sur le champ de bataille en 1289. La localité fut mentionnée pour la première fois dans un acte de 1305. Les citoyens ont obtenu le droit de Magdebourg en 1484.

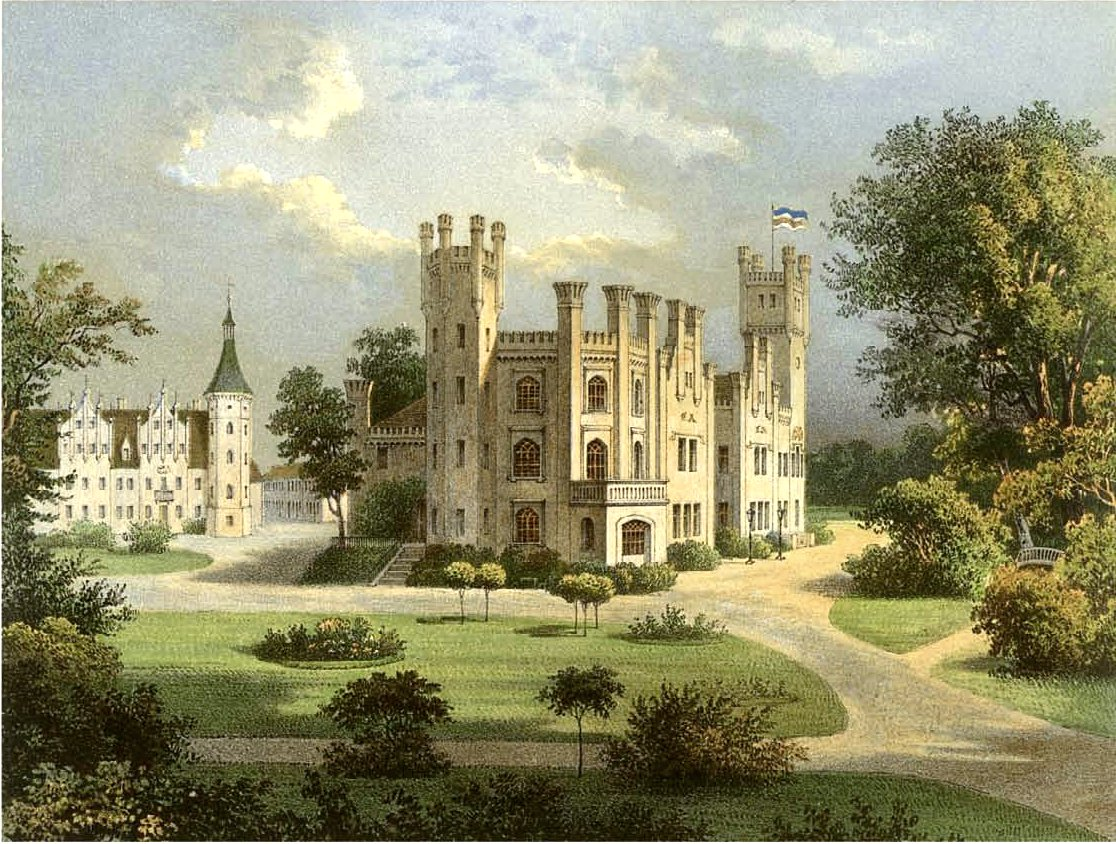
Château de Primkenau vers 1860, lithographie d'Alexander Duncker.

Faisant partie des pays de la couronne de Bohême pendant des siècles, la ville était occupée par les troupes du roi Frédéric II en 1740, au cours de la première guerre de Silésie, puis annexée par le royaume de Prusse aux termes du traité de Breslau en 1742. Le manoir était la possession des nobles familles von Roedern et Seherr-Thoß. Jusqu'en 1780, il fut la résidence du comte Henri IX de Reuss-Kostritz. 
Dès 1815, Primkenau fait partie de l'arrondissement de Sprottau dans le district de Liegnitz au sein de la Silésie prussienne. En 1853, le domaine est acquis par le duc Christian-Auguste de Schleswig-Holstein-Sonderbourg-Augustenbourg (1798-1869), grand-père de la future impériatrice Augusta-Victoria. Le frère d'Augusta-Victoria, Ernest-Gonthier de Schleswig-Holstein, fit construire le « nouveau château » (Neues Schloss) sur les plans de l'architecte Ernst von Ihne. Son épouse Dorothée de Saxe-Cobourg-Gotha, la petite-fille du roi Léopold II de Belgique, hérita du château au décès de son mari en 1921. 
En 1945, à la fin de la Seconde Guerre mondiale, la ville fut conquise par l'Armée rouge puis rattachée à la république de Pologne. La population germanophone restante était expulsée et le château sera détruit.

## Personnalités liées à la ville
- Christian-Auguste de Schleswig-Holstein-Sonderbourg-Augustenbourg (1798-1869), meurt au château de Primkenau ;
- Frédéric-Ferdinand de Schleswig-Holstein-Sonderbourg-Glücksbourg (1855-1934), meurt au château de Primkenau ;
- Ernest-Gonthier de Schleswig-Holstein (1863-1921), meurt au château de Primkenau ;
- Albert de Schleswig-Holstein (1869-1931),  meurt au château de Primkenau.